# Heyrovsky (cráter)
Heyrovsky es un pequeño cráter de impacto situado en la cara oculta de la Luna, un poco más allá de la extremidad suroeste, en un área de la superficie que a veces es visible desde la Tierra durante los períodos de libración y de iluminación solar favorables. Se encuentra dentro de la parte sur de la amplia falda de materiales eyectados que rodean la cuenca de impacto del Mare Imbrium.
|  |

Se trata de una formación de cráter circular con un interior que tiene la forma de cuenco. Las paredes internas son de estructura simple, alcanzando una mínima plataforma interior prácticamente en su punto medio. El interior del cráter tiene un albedo generalmente más alto que el de su entorno, dándole un aspecto un poco más brillante.